# Jeannine Manuel
 (septembre 2014).
Jeannine Manuel (Grenoble, 9 juillet 1920 - 28 août 2003) est une résistante et pédagogue française.

## Biographie

### Origines familiales et formation
Elle est la fille d'un père américain et d'une mère française.

### Débuts pendant la guerre
Elle entre en octobre 1940 dans la Résistance. Elle rejoint ensuite Londres, où elle travaille au BCRA.
Elle devient officier de liaison pendant la Libération de la France, aux côtés du colonel Hettier de Boislambert.

### L'après-guerre
La guerre terminée, l’idée d’une entente entre les peuples ne la quitte pas et, en 1954, elle fonde l’École active bilingue, aujourd'hui l'École Jeannine-Manuel, où des enfants du monde entier étudient ensemble, parmi d'autres, deux langues, le français et l'anglais. Son objectif est d’accomplir la mission qu’elle s’était fixée au lendemain de la guerre : travailler à la compréhension internationale par l’éducation bilingue, le brassage des cultures et une innovation pédagogique constante à l’écoute du monde. Selon Jeannine Manuel, « apprendre une langue étrangère est en soi une chose très importante. Mais c'est aussi mieux comprendre l'autre, c’est-à-dire être capable de penser comme l'autre ; c'est une ouverture sur le monde ».

## L'École active bilingue Jeannine-Manuel
Depuis cette date, ce sont plus de 15 000 enfants auxquels est dispensé cet enseignement.
Aujourd’hui, l’École active bilingue Jeannine-Manuel compte 3 100 élèves sur cinq sites à Paris et à Lille. Pour la rentrée 2015, une école à Londres a également ouvert ses portes.

## La Fondation Jeannine-Manuel (2004)
La Fondation Jeannine-Manuel a été créée en janvier 2004 sous l’égide de la Fondation de France pour que l’école puisse avoir les moyens de rester pionnière dans le domaine de l’innovation pédagogique et de poursuivre sa mission de développement de la compréhension internationale.